# Eva-Maria Wernicke
Eva-Maria Wernicke (30 de septiembre de 1953) es una deportista de la RDA que compitió en luge en la modalidad individual.
Ganó una medalla en el Campeonato Mundial de Luge de 1973, y dos medallas en el Campeonato Europeo de Luge, bronce en 1973 y plata en 1975.

## Palmarés internacional
| Campeonato Mundial | Campeonato Mundial | Campeonato Mundial | Campeonato Mundial |
| Año                | Lugar              | Medalla            | Prueba             |
| ------------------ | ------------------ | ------------------ | ------------------ |
| 1973               | Oberhof (RDA)      | Medalla de bronce  | Individual         |
| Campeonato Europeo |                    |                    |                    |
| Año                | Lugar              | Medalla            | Prueba             |
| 1973               | Königssee (RFA)    | Medalla de bronce  | Individual         |
| 1975               | Valdaora (Italia)  | Medalla de plata   | Individual         |